# Ischnopteris discolor
Ischnopteris discolor är en fjärilsart som beskrevs av W. Warren 1904. Ischnopteris discolor ingår i släktet Ischnopteris och familjen mätare. Inga underarter finns listade i Catalogue of Life.